# Australian Nuclear Science and Technology Organisation
Die Australian Nuclear Science and Technology Organisation (ANSTO; deutsch: Australische Nuklearwissenschafts- und Nukleartechnikorganisation) ist eine Körperschaft des Öffentlichen Rechts in Australien, die 1987 als Nachfolgeorganisation der Australian Atomic Energy Commission gegründet wurde. Die ANSTO bildet das australische Zentrum der Atomforschung, das nach dem Australian Nuclear Science and Technology Organisation Act 1987 gegründet wurde. Der Sitz befindet sich in Lucas Heights, einem Vorort von Sydney. Des Weiteren betreibt ANSTO auch das Nationale Medizinische Zyklotron im Royal Prince Alfred Hospital. 
Die ANSTO berät die Regierung in atompolitischen Fragen und erarbeitet Politikkonzepte in nationalen und internationalen Fragen und es entwickelt wissenschaftliche und technische Konzepte für die Anwendung von nuklearer Energie für die Atomindustrie Australiens. Sie führt anwendungsorientierte Untersuchungen für die technische Anwendung der Atomenergie (Materialprüfung, Reaktortechnologie, Nuklearmedizin) durch und berücksichtigt dabei die Auswirkung auf die Umwelt (Klimawandel, Biosphäre) auf Basis wissenschaftlicher Erkenntnisse.
Die ANSTO ist vier Forschungsinstitute zuständig, das Bragg Institute, Institute for Environmental Research, Institute of Materials Engineering und Radiopharmaceutical Research Institute; es erzeugt Produkte der Radiopharmazie in seinem Forschungsreaktor OPAL in Lucas Heights.